# Andrea Borello
Pour les articles homonymes, voir Borello.
Andrea Borello, né le 8 mars 1916 à Mango en Italie et mort le 4 septembre 1948 à Sanfrè, est un religieux italien, prêtre paulinien (S.S.P.), déclaré vénérable par l'Église catholique. 

## Biographie
Peu après sa naissance à Mango, près de Cuneo en Italie, le 8 mars 1916, Riccardo Andrea Maria Borello devient orphelin de père et, en 1932, à une semaine d'intervalle, son beau-père et sa mère décèdent.
À vingt ans, il entre à la Société saint Paul comme novice ou aspirant disciple de Jésus Divin Maître. Le 19 mars 1937, le père Timothy Giaccardo, supérieur de la Société saint Paul à Alba, offre à Andrea  l'habit religieux. Le 7 avril 1938, devant le P. Giacomo Alberione, il prononce ses vœux d'obéissance, de chasteté et de de pauvreté, et prend le nom d'André-Marie. Il confirme par ses vœux perpétuels le 20 mars 1944. À partir de sa profession religieuse, il collabore avec les prêtres pauliniens en se consacrant à l'évangélisation. 
Il marque par sa piété, priant quotidiennement pour la Société saint Paul, et célébrant le Chemin de croix trois fois par semaine. 
Tombé gravement malade, il meurt de la tuberculose à Sanfrè dans la nuit du 3 au 4 septembre. 

## Béatification et canonisation
- Le 3 mars 1990, le pape Jean-Paul II a publié un décret proclamant Andrea Borello vénérable[1].

## Source
- (pl) Cet article est partiellement ou en totalité issu de l’article de Wikipédia en polonais intitulé « Ryszard Borello » (voir la liste des auteurs).